# Stygocyathura papuae
Stygocyathura papuae là một loài chân đều trong họ Anthuridae. Loài này được Wägele, Coleman & Hosse miêu tả khoa học năm 1987.